# Герберт Адамскі
Герберт Адамскі (нім. Herbert Adamski, 30 квітня 1910 — 11 серпня 1941) — німецький академічний веслувальник.
Олімпійський чемпіон 1936 року в складі розпашної двійки зі стерновим.
Чемпіон Європи 1937 року в складі розпашної двійки зі стерновим, срібний призер 1938 року в складі розпашної двійки зі стерновим.

## Життєпис
Загинув у 1941 році під час Другої світової війни в Сольцях Новгородської області.